# Poker face (Ayumi Hamasaki single)
poker face er Ayumi Hamasaki's debutsingle under hendes nuværende pladeselskab Avex trax. Den var udgivet første gang som 8 cm single d. 8. april 1998. Den blev senere genudgivet d. 28. februar 2001 som standard CD.

## Salg
Singlen debuterede som #20 på Japans Oricon Weekly Chart med 11.520 solgte kopier i den første uge. Den originale 8 cm single solgte 43.150 kopier i Japan, og omkring 70.000 i alt. Den er komplet udsolgt i dag.
Singlen er certificeret som "Gold" af RIAJ (talt med både den originale og genudgivelses versionen af singlen).

## Tracklist
| Titel                         | Musik            | Arrangement    | Mixet af        | Længde |
| ----------------------------- | ---------------- | -------------- | --------------- | ------ |
| 01. poker face                | Yasuhiko Hoshino | Akamitsu Honma | Atsushi Hattori | 04:43  |
| 02. FRIEND                    | Yasuhiko Hoshino | Akamitsu Honma | Atsushi Hattori | 04:13  |
| 01. poker face -Instrumental- | Yasuhiko Hoshino | Akamitsu Honma | Atsushi Hattori | 04:43  |
| 02. FRIEND -Instrumental-     | Yasuhiko Hoshino | Akamitsu Honma | Atsushi Hattori | 04:13  |

## Re-release
poker face blev d. 28. februar 2001 genudgivet som standard single. Den har i dag solgte omkring 23.570. Den lå som nr. 31 på Oricon Weekly Chart, og lå der ikke i mere end 2 uger.

### Tracklist
| Titel                                    | Mixet af                                        | Længde |
| ---------------------------------------- | ----------------------------------------------- | ------ |
| 01. poker face                           | Atsushi Hattori                                 | 04:41  |
| 02. FRIEND                               | Atsushi Hattori                                 | 04:12  |
| 03. poker face - KM MARBLEBLIFE REMIXM   | KOICHI MATSUMOTO = HOUSE FOUNDATION             | 05:38  |
| 04. poker face - NAO'S ATTITUDE MIX      | BADATTITUDE + BEAT CIRCUS                       | 06:52  |
| 05. poker face - D-Z Spiral Delusion Mix | D-Z                                             | 05:58  |
| 06. poker face - ORIENTA-RHYTHM CLUB MIX | ORIENTA-RHYTHM for BASEMENT FACTORY PRODUCTIONS | 06:22  |
| 07. poker face -Instrumental-            | Atsushi Hattori                                 | 04:41  |
| 08. FRIEND -Instrumental-                | Mixed by Atsushi Hattori                        | 04:11  |